# Angola aux Jeux olympiques d'été de 2004
L'Angola a envoyé 61 athlètes aux Jeux olympiques d'été de 2004 à Athènes en Grèce.

## Résultats

### Athlétisme
Marathon hommes :
- João N'Tyamba : 2 h 23 min 26 s (53e place)

1 500 mètres femmes :
- Rosa Saul : Non partante

### Basket-ball

#### Compétition hommes
- Premier tour (Groupe B) :
  - Perd contre la Lituanie (73-78)
  - Perd contre l'Australie (59-83)
  - Perd contre Porto Rico (80-83)
  - Perd contre la Grèce (56-88)
  - Perd contre les États-Unis (53-89)
- Match de classement
  - 11e/12e place : Perd contre la Serbie et Monténégro (62-85) → Douzième et dernière place
- Composition de l'équipe
  - Olimpio Cipriano (N°4)
  - Walter Costa (N°5)
  - Angelo Victoriano (N°6)
  - Gerson Monteiro (N°7)
  - Edmar Victoriano (N°8)
  - Victor de Carvalho (N°9)
  - Joaquim Gomes (N°10)
  - Victor Muzadi (N°11)
  - Abdel Moussa (N°12)
  - Carlos Almeida (N°13)
  - Miguel Lutonda (N°14)
  - Eduardo Mingas (N°15)
- Entraîneur : Mario Palma

### Handball
Compétition femmes: 9e place
- Premier tour : 0 victoire - 1 match nul - 3 défaites
- Match de Classement (9e/10e place): Bat la Grèce, 38-23
- Composition de l'équipe :
  - Odete Tavares
  - Neyde Barbosa
  - Maria Pedro
  - Ilda Bengue
  - Belina Larica
  - Filomena Trindade
  - Rosa Amaral
  - Ines Jololo
  - Nair Almeida
  - Lili Torres
  - Isabel Fernandes
  - Luisa Kiala
  - Dionisia Pio
  - Anica Neto
  - Elzira Tavares
- Entraîneur : Pavel Dzhenev

### Judo
- de 70 kg femmes :
- Antonia Moreira : Battu en 8e de finale

### Natation
100 mètres papillon hommes :
- Luis Matias : 58.92 s (57e place, éliminé)

## Officiels
- Président :  Mr. Rogerio Torres Cerveira Nunes da Silva
- Secrétaire général : Mr. Mario Rosa Rodrigues da Almeida